# Liste der Bodendenkmäler in Plettenberg
Die Liste der Bodendenkmäler in Plettenberg führt die Bodendenkmäler der sauerländischen Stadt Plettenberg auf (Stand: 7. November 2013). 

## Denkmäler
| Denkmal- nummer | Lage                                 | Beschreibung                                        | Denkmal seit | Bild |
| --------------- | ------------------------------------ | --------------------------------------------------- | ------------ | ---- |
| 2               | Ohle, Sundern                        | Fliehburg auf dem Sundern, Nölkenburg, karolingisch | 12.07.1985   |      |
| 4               | Bärenberg                            | Kupferstollen                                       | 08.01.1985   |      |
| 18              | Eiringhausen, Schwarzenberg          | Gesamtanlage der Burgruine Schwarzenberg            | 10.09.1985   |      |
| 19              | Eiringhausen, Schwarzenberg          | Schanze                                             | 10.09.1985   |      |
| 21              | Siesel                               | Ruine Bomgaden                                      | 14.11.1985   |      |
| 95              | Eiringhausen, an der Affelner Straße | Hohlwegstücke                                       | 28.05.1991   |      |
| 97              | Eiringhausen, Hohe Blemke            | Bergbaurelikt (Theodore/Emilie)                     | 21.06.1991   |      |
| 100             | Bommecke                             | Grubenfeld „Alter Mann“ und „Henriette“             | 28.04.2000   |      |
| 101             | Lettmecke                            | Heinrich-Bernhard-Höhle                             | 02.10.2000   |      |
| 114             | Grafweg                              | Ehemalige Ziegeleigrube Loos                        | 28.05.2004   |      |
| 123             | Holthausen, Flur 4                   | Oberer Stollen Bergwerk Rabor                       | 31.05.2010   |      |